# ザ・ヴェロニカズ
ザ・ヴェロニカズ（The Veronicas）は、オーストラリア・クイーンズランド州・ブリスベン出身の一卵性双生児の姉妹によるグループである。

## メンバー
- リサ（Lisa Marie Origliasso）
- ジェス（Jessica Louise Origliasso）

## 来歴
- 1984年12月25日（クリスマス）にオーストラリアのブリスベンでイタリア人（シチリア人）の両親の元で生まれる。

小さい頃から、テレビ・ラジオや地方紙などで活躍していた。
- 10代の頃、地元のヒーローAC/DCをはじめオアシス、エヴァリー・ブラザーズ、ロイ・オービソン、そのほかヒップホップやR&Bなど様々なジャンルの音楽を聞く。

- 2001年、17歳の頃テレビ番組「サイバーガール」に出演し、双子の姉妹の役を演じた。（リサはサファイアを、ジェスはエメラルド）

- 2002年、ジェスは18歳の誕生日に両親からギターを貰い、リサと共に歌を書き、歌い始める。これが、音楽の道へ進むきっかけとなる。そして、友人たちと共に「Baby It's Over」という曲をリリースする。

- 2004年The Bell Hughes Music Group (BHMG)のミュージックディレクターに紹介され、デモ曲を録り、その後プロダクションと契約を結んだ。

リサとジェスはアヴリル・ラヴィーンの曲を書いたCliff Magnessやマドンナの曲を書いたBilly Steinberg、Eric Nova、Dead Mono、Vince DeGiorgioなど国際的なソングライターたちに会い、50以上の曲を作った。その後、アメリカのワーナーブラザースレコードと契約する。
- 2005年10月17日にオーストラリアでデビューアルバム「The Secret Life of...」を発売。ARIAアルバムチャートで7位に輝く。アルバムが成功を収めた為、シングル5枚が発売される。

- 2006年2月14日デビューアルバムがアメリカで発売される。アルバムから2曲がシングルカットされ、シングルとして発売された。

- 2006年9月、アルバムはARIAの候補にあげられる。そして、最優秀ポップ・アルバム賞を獲得。授賞式では「Everything I'm Not」を披露。

- ニュージーランド、スイス、オランダ、ベルギーでもアルバムは高く評価され、ベルギーでは2006年度のTMFでベストインターナショナルアーティスト賞に輝いた。

- 2007年前半、アルバムが全世界で発売される。

- 2007年8月25日にオーストラリアのTargetという店で姉妹がプロデュースした服が売られた。

- 2008年4月28日、リサはオーストラリアン・アイドルの元出場者ディーン・ゲイヤーとの婚約を発表。[1]（後に破局）

- 映画「旅するジーンズと16歳の夏」で「Revolution」と「Mother Mother」が使用された。

- ニューヨークのラジオ局、Z100で「Untouched」がヘビーローテーションされ、じわじわと注目を集める。結局「Untouched」は全米17位まで上昇し、100万ダウンロードを記録。これはオーストラリア出身アーティストとしては初の快挙である。

## 由来
ザ・ヴェロニカズの由来は、コミックス「アーチー・コミック」（Archie Comics）登場人物のヴェロニカロッジ（Veronica Lodge）である。
一時は、商標権侵害で告訴されたが、和解した。その後、コミックス内でフィーチャーされた。また、数か月後には、ザ・ヴェロニカズに会っているアーチーを主演させ、アーチーは彼女たちの最大のファンとしている。

## エピソード
- 姉妹デュオと呼ばれるのが嫌いであり、ロックバンドが持つすべてを持つので、バンドまたはグループと呼ばれるのが好きだ、とリサが話している。
- ジェスはリサより1分早く生まれ、身長が1インチ高い。

## 私生活
ニューヨーク、シカゴ、ロサンゼルス、オーストラリアに家を持つ。現在はロサンゼルスに住んでいる。リサは2006年にはRyan Cabreraと付き合っていた。2008年ディーン・ゲイヤーと婚約するも、7月に破局。

## アルバム
- The Secret Life of...(2005年)
- Hook Me Up (2007年)
- The Veronicas (2014年)

## シングル
- 4ever
- Everything I'm Not
- When It All Falls Apart
- Revolution
- Leave Me Alone
- Hook Me Up
- Untouched
- This Love
- Take Me on the Floor
- Popular
- Lolita
- You Ruin Me
- If You Love Someone
- Cruel
- Chains
- In My Blood
- On Your Side
- The Only High

## DVD
- TV COMPILATION
- Exposed... The Secret Life of The Veronicas(2006年)
- Revenge Is Sweeter Tour